# Goldenes Prediger-Brustkreuz
Das Goldene Prediger-Brustkreuz ist ein Pektorale, das im Russischen Kaiserreich verliehen wurde. Die Auszeichnung wurde von Kaiser Nikolaus I. begründet und im Russischen Reich zwischen 1843 und 1917 an Kleriker anderer Konfessionen als der russisch-orthodoxen Kirche vergeben. Eine entsprechende Auszeichnung für verdiente orthodoxe Geistliche hatte Zar Paul I. bereits 1797 gestiftet.

## Gestaltung

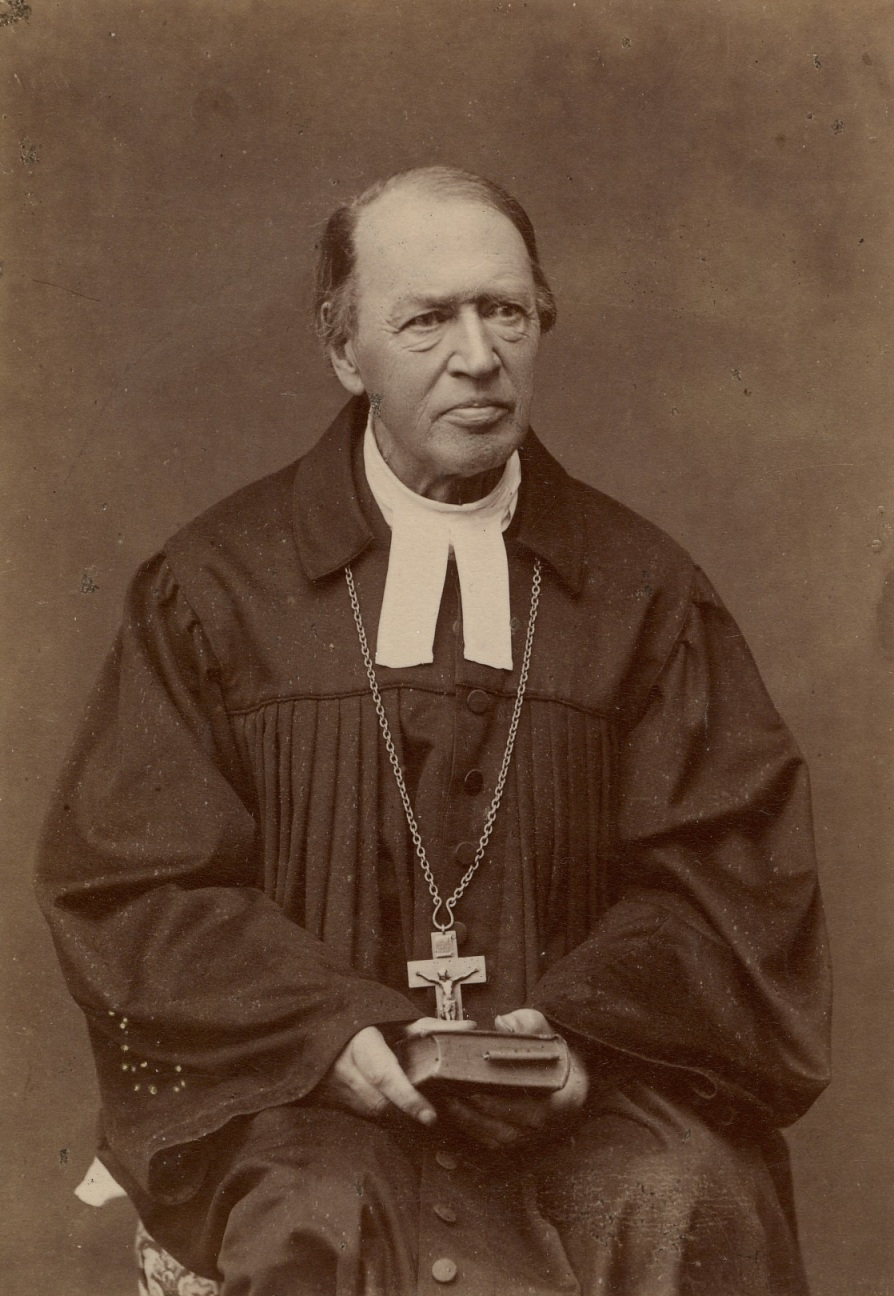
Propst Heinrich Ferdinand Hoffmann (1820–1891), der Schwiegervater von Daniel von Lemm, mit dem Goldenen Prediger-Brustkreuz

Die Auszeichnung hat die Form eines Lateinischen Kreuzes mit den Maßen 6 cm × 10 cm. Das Kreuz ist aus vergoldetem Silber. Auf der Vorderseite befindet sich ein Kruzifix in Hochrelief, darüber der Titulus INRI. Auf der Rückseite ist unter dem kaiserlichen Monogramm Nikolaus’ I. die Inschrift eingraviert: russisch Пастырю, дающему пример пастве словом и житием. Установлен в Благочестивое Царствование Великого Государя Императора Николая I-го, 1843 Мая 26 („Dem Hirten, der mit Wort und Leben der Gemeinde Beispiel gibt. Eingeführt unter der frommen Herrschaft des großen souveränen Kaisers Nikolaus I., 26. Mai 1843“). Das Kreuz wurde an einer Gliederkette getragen.

## Andere Ehrenkreuze

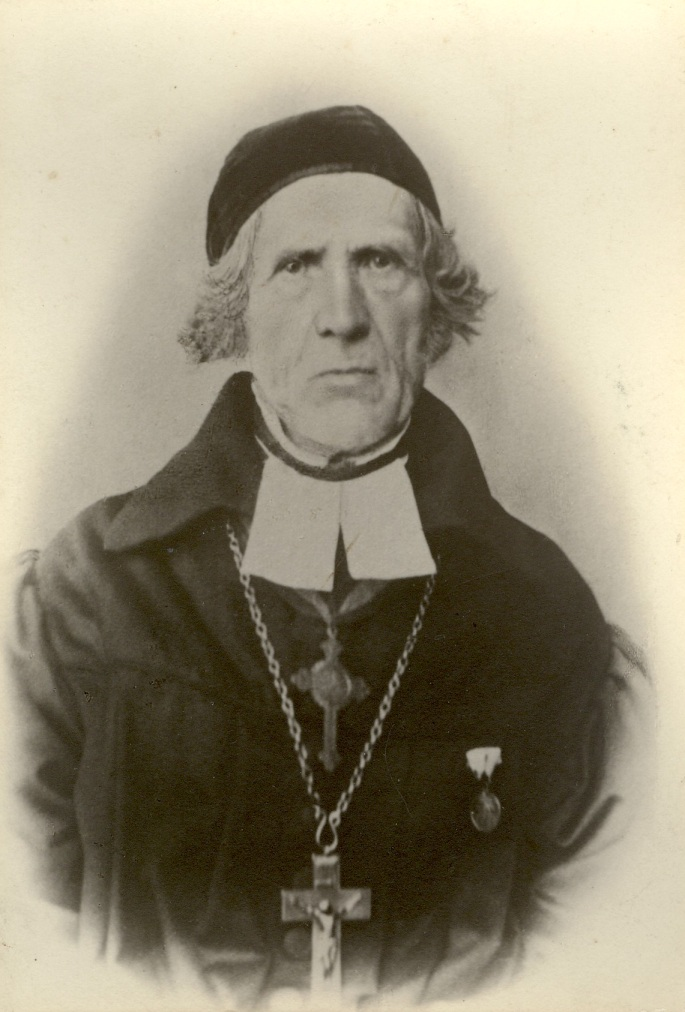
Pastor Carl Gotthard Hammerbeck (1800–1870) mit dem Goldenen Prediger-Brustkreuz und dem Krimkrieg-Brustkreuz

Es gab im Russischen Reich weitere Ehrenkreuze, die auch an nicht-orthodoxe Geistliche verliehen wurden. Dazu zählten das bronzene Kreuz für 1812 (80 mm × 45 mm), das alle Geistliche erhielten, die am 11. Januar 1813 im Dienst waren, sowie das bronzene Brust-Kreuz der Geistlichen aus dem Krimkrieg, auch Kreuz zum Gedächtnisse des vaterländischen Krieges von 1853 bis 1856 (100 mm × 58 mm). Beide Kreuze wurden am Band des Wladimirordens verliehen.

## Bekannte Träger
- 1844 Julius Wilhelm Theophil von Richter
- 1846 Friedrich Heinrich Melchior Bilterling (1773–1847), Pastor in Sahten/Sāti[3]
- 1847 Gustav Wilhelm Siegmund Brasche[4]
- 1847 Wilhelm Christian Pantenius
- 1847 Traugott Ephraim Friedrich Katterfeld[5]
- 1849 Carl Gotthard Hammerbeck[6]
- 1849 Otto Girgensohn
- 1853 Heinrich Georg von Jannau[7]
- 1853 Peter August Poelchau
- 1856 Jakob Florentin Lundberg[8]
- 1857 Carl Christian Friedrich Rein
- 1858 Karl Julius Weyrich[9]
- 1858 Johann Georg Schwartz[10]
- 1859 Ernst Wilhelm Woldemar Schultz
- 1860 Woldemar Eugen Grohmann[11]
- 1861 Paul Seeberg[12]
- 1862 Ernst August von Raison
- 1864 Hugo Richard Paucker
- 1864 Theodor Emil Lamberg[13]
- 1865 Justus Nicolaus Ripke[14]
- 1865 Rudolf Schulz[15]
- 1869 Friedrich (Fritz) Wilhelm Anton Hasselblatt[16]
- 1870 Magnus Daniel Werbatus[17]
- 1870 Martin Georg Emil Körber
- 1872 August Diedrich Iken[18]
- 1876 Anton Hermann Haller[19]
- 1878 August Johann Gottfried Bielenstein
- 1880 Baron Karl Nikolai Gustav Bruno von Stackelberg[20]
- 1883 Otto Panck
- 1884 Adolf Johann Ferdinand Rutkowski[21]
- 1884 Leopold Hörschelmann
- 1887 August Wilhelm Theodor Schwartz[22]
- 1887 Alexander von Sengbusch
- 1893 Otto Carl Eduard Claus[23]
- 1894 Heinrich Johann Leonhard Seesemann[24]
- 1895 Gustav Gottlieb Grüner[25]
- ---- Elieser Traugott Hahn
- ---- Carl Wilhelm Gotthard Vierhuff[26]